# Vlaamse Aardbeiencross 2014
De 26e editie van de Vlaamse Aardbeiencross in Hoogstraten werd gehouden op 9 februari 2014. De wedstrijd maakte deel uit van de Superprestige veldrijden 2013-2014. Titelverdediger Sven Nys verlengde zijn titel. 

## Mannen elite

### Uitslag
| Plaats | Naam                | Ploeg                                      | Tijd     |
| ------ | ------------------- | ------------------------------------------ | -------- |
| 1      | Sven Nys            | Crelan-AA Drink                            | 1u00'10" |
| 2      | Klaas Vantornout    | Sunweb-Napoleon Games                      | + 32"    |
| 3      | Niels Albert        | BKCP-Powerplus                             | + 53"    |
| 4      | Thijs van Amerongen | AA Drink                                   | + 56"    |
| 5      | Tom Meeusen         | Telenet-Fidea                              | + 1'00"  |
| 6      | Rob Peeters         | Vastgoedservice Golden Palace Cycling Team | + 1'59"  |
| 7      | Philipp Walsleben   | BKCP-Powerplus                             | z.t.     |
| 8      | Corné van Kessel    | Telenet-Fidea                              | + 2'18"  |
| 9      | Jim Aernouts        | Sunweb-Napoleon Games                      | + 2'28"  |
| 10     | Sven Vanthourenhout | Crelan-AA Drink                            | + 2'43"  |
| 11     | 0                   |                                            |          |
| 12     | 0                   |                                            |          |
| 13     | 0                   |                                            |          |
| 14     | 0                   |                                            |          |
| 15     | 0                   |                                            |          |

| Pos. | Punten |
| ---- | ------ |
| 1    | 80     |
| 2    | 60     |
| 3    | 40     |
| 4    | 30     |
| 5    | 25     |
| 6    | 20     |
| 7    | 17     |
| 8    | 15     |
| 9    | 12     |
| 10   | 10     |
| 11   | 8      |
| 12   | 5      |
| 13   | 4      |
| 14   | 2      |
| 15   | 1      |

1987 ·
1988 ·
1989 ·
1990 ·
1991 ·
1992 ·
1993 ·
1994 ·
1995 ·
1996 ·
1997 ·
1998 ·
1999 ·
2000 ·
2001 ·
2002 ·
2003 ·
2004 ·
2005 ·
2006 ·
2007 ·
2008 ·
2009 ·
2010 ·
2011 ·
2012 ·
2013 ·
2014 ·
2015 ·
2016 ·
2017 ·
2018 ·
2019 ·
2020 · 2021 · 2022 · 2023 · 2024
 Cyclocross Ruddervoorde · 
 Cyclocross Zonhoven · 
 Bollekescross · 
 Cyclocross Asper-Gavere · 
 Cyclocross Gieten · 
 Cyclocross Diegem · 
 Vlaamse Aardbeiencross · 
 Noordzeecross